# (16279) 2000 KJ23
A (16279) 2000 KJ23 a Naprendszer kisbolygóövében található aszteroida. A LINEAR projekt keretében fedezték fel 2000. május 28-án.